# José de San Martín
José Francisco de San Martín y Matorras (ur. 25 lutego 1778, zm. 17 sierpnia 1850) – argentyński generał i przywódca powstania południowych narodów Ameryki Południowej przeciw hiszpańskiemu panowaniu. Bohater narodowy Argentyny, Chile i Peru.
Urodził się w urzędniczej rodzinie w hiszpańskim Wicekrólestwie La Platy. Edukację pobierał w Hiszpanii. Tam też rozpoczął karierę wojskową. Walczył z Portugalczykami w Afryce i Francuzami w Hiszpanii (powstanie przeciwko Napoleonowi I).
W 1812 rozpoczął walkę o niepodległość Argentyny (1816). Dowodził wojskami, które dokonały inwazji na Boliwię; w 1817 odniósł zwycięstwo w bitwie pod Chacabuco.
W marcu 1818 jego oddziały wkroczyły do Santiago, w kwietniu wygrał bitwę pod Maipú. W lipcu 1821 zajął Limę, stolicę Peru. 
Po spotkaniu z Simonem Bolivarem 26 lipca 1822 zrezygnował z dowództwa na rzecz Bolivara oraz wycofał się z życia publicznego.
W 1824 opuścił Amerykę Południową i udał się na emigrację do Francji.
W 1880 jego szczątki zostały przewiezione do Buenos Aires.
Jego imieniem jest nazwane bardzo wysokie argentyńskie odznaczenie państwowe ustanowione 17 grudnia 1957 – Order Wyzwoliciela San Martina.
Jego wizerunek znajduje się na licznych argentyńskich monetach w tym na:
- monetach obiegowych o nominale 5, 10 i 20 centavo bitych w latach 1950-1956[1];
- monetach obiegowych o nominale 50 centavo bitych w latach 1952-1956[2];
- monetach okolicznościowych o nominale 50 i 100 peso wybitych w 1978 roku z okazji dwusetnej rocznicy urodzin San Martína[3][4];
- monetach obiegowych o nominale 50 i 100 peso bitych w latach 1979-1981[5][6][7][8];
- wybitej w 2000 roku złotej monecie kolekcjonerskiej o nominale 5 peso oraz monecie okolicznościowej o nominale 50 centavo upamiętniających 150. rocznicę śmierci San Martína[9][10].

W 1992 roku został przedstawiony wraz z Simónem Bolívarem na bahamskiej srebrnej monecie kolekcjonerskiej o nominale 5 dolarów upamiętniającej pięćsetlecie odkrycia Ameryki. W 1993 roku jego wizerunek znalazł się na wydanej z tej samej okazji srebrnej monecie kolekcjonerskiej Wysp Cooka o nominale 50 dolarów. 